# Valtjärnen (Kalls socken, Jämtland, 706401-136734)
Valtjärnen är en sjö i Åre kommun i Jämtland och ingår i Indalsälvens huvudavrinningsområde.